# Soyuz-2

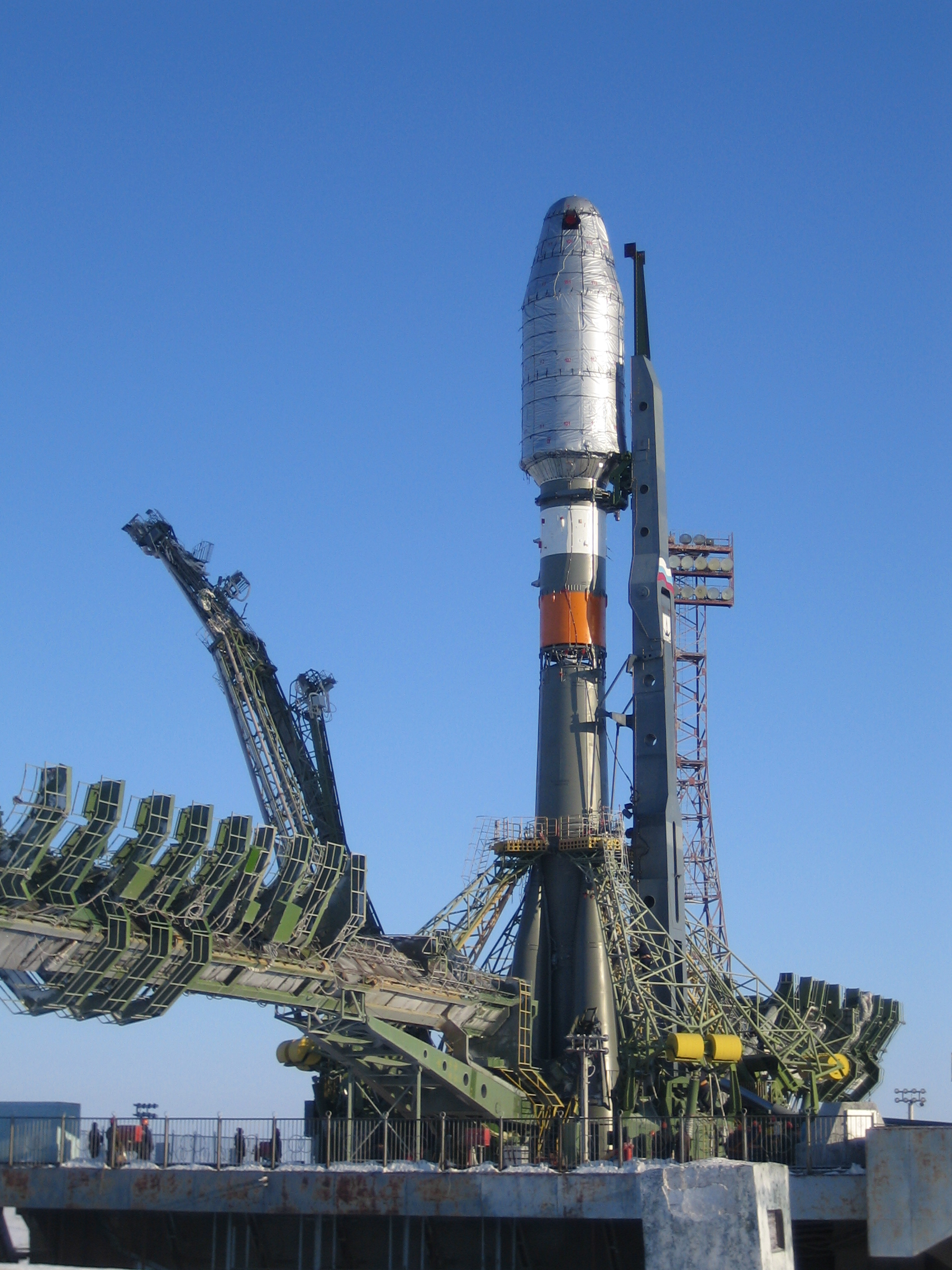
Foguete Soyuz-2

O Soyuz-2, também chamado de Soyuz-ST é o nome genérico para a nova geração de lançadores de Rússia. Pode lançar cargas para a órbita baixa e também tem um segundo estágio superior para transportar cargas mais pesadas a órbitas mais elevadas (tal como no caso dos satélites Molniya) e outros para  a órbitas geoestacionária. Permite colocar cargas em órbita 8,2 toneladas, quase o dobro do R-7.
O terceiro estágio (estágio superior) incorpora o novo motor RD-0124, a principal diferença com o velho motor é a introdução do chamado sistema de circuito fechado, pelo qual o gás utilizado para conduzir o oxidante para a câmara de combustão é queimado mesmo em vez de ser enviada para o exterior.
O Soyuz-2 fez seu voo inaugural em 27 de dezembro de 2006, colocando em órbita o satélite europeu COROT.
O recipiente de carga pode ser ligado ao Soyuz-2 para transportar cargas com os seguintes diâmetros: 2,7 m; 3,0 m; 3,3 m; y 3,7 m, um recipiente para cargas maiores está disponível e tem um diâmetro de 4,11 m de diâmetro por 11,4 m de comprimento.

## Histórico de lançamentos
| Data de lançamento/hora (UTC)   | Configurações         | Plataforma de Lançamento        | Resultado     | Carga                                                                            | Notas                                                                                            |
| ------------------------------- | --------------------- | ------------------------------- | ------------- | -------------------------------------------------------------------------------- | ------------------------------------------------------------------------------------------------ |
| 8 de novembro de 2004 18:30     | Soyuz 2.1a            | LC-43, Cosmódromo de Plesetsk   | Sucesso       | Satélite Zenit                                                                   | Teste Suborbital                                                                                 |
| 19 de outubro de 2006 17:28     | Soyuz 2.1a/Fregat     | LC-31, Cosmódromo de Baikonur   | Sucesso       | MetOp                                                                            | satélite meteorológico                                                                           |
| 24 de dezembro de 2006 08:34    | Soyuz 2.1a/Fregat     | LC-43, Cosmódromo de Plesetsk   | Sucesso       | Meridian 1                                                                       | Satélite de comunicação                                                                          |
| 27 de dezembro de 2006 14:28    | Soyuz 2.1b/Fregat     | LC-31, Cosmódromo de Baikonur   | Sucesso       | COROT                                                                            | Satélite astronômico                                                                             |
| 26 de julho de 2008 18:31       | Soyuz 2.1b            | LC-43, Cosmódromo de Plesetsk   | Sucesso       | Kosmos (Persona?)                                                                | Satélite de reconhecimento(?)                                                                    |
| 21 de maio de 2009 21:53        | Soyuz 2.1a/ Fregat    | LC-43, Plesetsk                 | Falha parcial | Meridian 2 (Kosmos 2451)                                                         | satélite de comunicação                                                                          |
| 17 de setembro de 2009 15:55    | Soyuz 2.1b/ Fregat    | LC-31/6, Baikonur               | Sucesso       | Meteor M-1 Universitetsky-2 Sterkh-2 IRIS UGATUSAT SumbandilaSat BLITS           | Satélite climático e pequenos satélites científicos                                              |
| 19 de outubro de 2010 17:11     | Soyuz 2.1a/ Fregat    | LC-31/6, Cosmódromo de Baikonur | Sucesso       | Globalstar 2 F1 (6 satélites)                                                    | Satélites de comunicações                                                                        |
| 2 de novembro de 2010 00:59     | Soyuz 2.1a/ Fregat    | LC-43/4, Cosmódromo de Plesetsk | Sucesso       | Meridian 3                                                                       | Satélite de comunicação                                                                          |
| 26 de fevereiro de 2011 03:07   | Soyuz 2.1b/ Fregat    | LC-43/4 Plesetsk                | Sucesso       | GLONASS-K                                                                        | Satélite de navegação                                                                            |
| 04 de maio de 2011 17:41        | Soyuz 2.1a/ Fregat    | LC-43/4 Plesetsk                | Sucesso       | Meridian 4                                                                       | Satélite de comunicação                                                                          |
| 13 de julho de 2011 02:27       | Soyuz 2.1a/ Fregat    | LC-31/6 Baikonur                | Sucesso       | Globalstar 2 F2 (6 satélites)                                                    | Satélites de comunicações                                                                        |
| 02 de outubro de 2011 20:15     | Soyuz 2.1b/ Fregat    | LC-43/4 Plesetsk                | Sucesso       | GLONASS-M                                                                        | Satélite de navegação                                                                            |
| 21 de outubro de 2011 10:30     | Soyuz 2.1b/ ST Fregat | ELS Kourou                      | Sucesso       | IOV-1 & IOV-2                                                                    | Satélites de navegações                                                                          |
| 28 de novembro de 2011 08:25    | Soyuz 2.1b/ Fregat    | LC-43 Plesetsk                  | Sucesso       | GLONASS-M                                                                        | Satélite de navegação                                                                            |
| 17 de dezembro de 2011 02:03    | Soyuz 2.1a/ Fregat    | ELS Kourou                      | Sucesso       | Pleiades 1A SSOT ELISA (4 satélites)                                             | Satélite de imagem Satélite de observação da Terra do Chile Satélites de Inteligência Eletrônica |
| 23 de dezembro de 2011 12:08    | Soyuz 2.1b/ Fregat    | LC-43 Plesetsk                  | Falha         | Meridian 5                                                                       | Satélite de comunicação                                                                          |
| 28 de dezembro de 2011 17:09    | Soyuz 2.1a/ Fregat    | LC-31/6 Baikonur                | Sucesso       | Globalstar 2 (x6)                                                                | Satélite de comunicação                                                                          |
| 17 de setembro de 2012 16:28    | Soyuz 2.1a/ ST Fregat | LC-31/6, Baikonur               | Sucesso       | MetOp B                                                                          | Satélite meteorológico                                                                           |
| 12 de outubro de 2012 18:15     | Soyuz 2.1b/ ST Fregat | ELS Kourou                      | Sucesso       | IOV-3 & IOV-4                                                                    | Satélite de navegação                                                                            |
| 02 de dezembro de 2012 02:02    | Soyuz 2.1a/ ST Fregat | ELS Kourou                      | Sucesso       | Pleiades 1B                                                                      | Satélite de imagem                                                                               |
| 6 de fevereiro de 2013 16:04:24 | Soyuz 2.1a/ ST Fregat | LC-31/6, Baikonur               | Sucesso       | Globalstar 2 (x6)                                                                | Satélite de comunicação                                                                          |
| 19 de abril de 2013 10:00:00    | Soyuz 2.1a            | LC-31/6, Baikonur               | Sucesso       | Bion-M1 AIST2 Dove 2 Beesat(2 e 3) SOMP OSSI 1                                   | Ciências biológicas e pequenos satélites científicos                                             |
| 26 de abril de 2013 05:23:46    | Soyuz 2.1b/ Fregat    | LC-43 Plesetsk                  | Sucesso       | GLONASS-M                                                                        | Satélite de navegação                                                                            |
| 7 de junho de 2013 18:37:59     | Soyuz 2.1b            | LC-43 Plesetsk                  | Sucesso       | Kosmos 2486 (Persona)                                                            | Satélite de imagem para reconhecimento                                                           |
| 25 de junho de 2013 17:28:48    | Soyuz 2.1b            | LC-31/6, Baikonur               | Sucesso       | Resurs-P1                                                                        | Satélite de observação da Terra                                                                  |
| 25 de junho de 2013 19:27:03    | Soyuz STB/ Fregat-MT  | ELS Kourou                      | Sucesso       | O3b FM1 O3b FM2 O3b FM4 O3b FM5                                                  | Satélite de comunicação                                                                          |
| 19 de dezembro de 2013 09:12:19 | Soyuz STB/ Fregat-MT  | ELS Kourou                      | Sucesso       | Gaia                                                                             | Observatório espacial                                                                            |
| 23 de março de 2014 22:54:03    | Soyuz 2.1b/ Fregat    | LC-43 Plesetsk                  | Sucesso       | GLONASS-M                                                                        | Satélite de navegação                                                                            |
| 03 de abril de 2014 21:02:26    | Soyuz STA/Fregat-M    | ELS/ Kourou                     | Sucesso       | Sentinel-1A                                                                      | Observação da Terra                                                                              |
| 06 de maio de 2014 13:49:35     | Soyuz 2.1a            | LC-43/ Plesetsk                 | Sucesso       | Kosmos 2495 (Kobalt-M)                                                           | Satélite de reconhecimento                                                                       |
| 14 de junho de 2014 17:16:48    | Soyuz 2.1b/ Fregat    | LC-43/4/ Plesetsk               | Sucesso       | Kosmos 2500 GLONASS-M                                                            | Satélite de navegação                                                                            |
| 08 de julho de 2014 15:58:28    | Soyuz 2.1b/ Fregat    | LC-31/6/ Baikonur               | Sucesso       | Meteor-M No.2 Relek (MKA-FKI (PN2)) DX-1 SkySat 2 TechDemoSat-1 UKube-1 AISSat-2 | Satélite meteorológicos e seis satélites secundário                                              |
| 10 de julho de 2014 18:55:56    | Soyuz STB/Fregat-MT   | ELS/ Kourou                     | Sucesso       | O3b FM3 O3b FM6 O3b FM7 O3b FM8                                                  | Satélite de comunicação                                                                          |
| 18 de julho de 2014 20:50:00    | Soyuz 2.1a            | LC-31/6 Baikonur                | Sucesso       | Foton-M No.4                                                                     | Ciência dos Materiais                                                                            |
| 22 de agosto de 2014 12:27:11   | Soyuz STB/Fregat-MT   | ELS Kourou                      | Falha parcial | Galileo FOC-1 & FOC-2                                                            | Satélite de navegação                                                                            |
| 30 de outubro de 2014           | Soyuz 2.1a / Fregat   | LC-43/4 Baikonur                | Sucesso       | Meridian 7                                                                       | Satélite de comunicação                                                                          |